# 안나적애인
《안나적애인》(安娜的爱人)은 2022년 방송되었던 중국의 드라마이다.

## 등장 인물
- 이승현 - 임지훈 역
- 진아안 (陈娅安) - 루안나 역
- 이태 (李泰) - 조평범 역
- 초우우 (肖雨雨) - 고야 역
- 장자이 - 임부 역
- 진소예 (陈小艺) - 여청 역
- 왕린 (王琳) - 잡지사사장 역
- 손희영 (孙夕尧) - 쑤치우옌 역
- 유항보 (刘恒甫) - 다다 역
- 왕양 (汪飏) - 루예핑 역
- 둥제 - 정혜주 역

## 참고 사항
- 극중 임지훈 역을 맡았던 이승현은 련련궐과 이후 7년만에 복귀한 작품이기도 하다